# Delroy Lindo
Delroy George Lindo, född 18 november 1952 i Eltham i London, är en brittisk skådespelare. Hans föräldrar kom från Jamaica. Han föddes och växte upp i England och flyttade till Kanada och sedan till USA i tonåren.
Lindo spelade huvudrollen som Winter i serien Believe (2014) och rollen som Adrian Boseman i The Good Fight (2017–2021).

## Filmografi (i urval)
- 1976 – Find the Lady
- 1979 – Festen är över
- 1989 – Dödsmatchen
- 1990 – I de månbelysta bergens skugga
- 1991 – Ett tufft jobb
- 1992 – Malcolm X
- 1993 – Blood In Blood Out
- 1993 – Mr. Jones
- 1994 – Crooklyn
- 1995 – Clockers
- 1995 – Get Shorty
- 1996 – Broken Arrow
- 1996 – Feeling Minnesota
- 1996 – Ransom
- 1997 – Djävulens advokat (ej krediterad)
- 1997 – A Life Less Ordinary
- 1999 – Ciderhusreglerna
- 2000 – Romeo Must Die
- 2000 – Gone in 60 Seconds
- 2001 – Heist - Sista stöten
- 2001 – The Last Castle
- 2001 – The One
- 2002 – Simpsons (TV-serie, avsnittet "Brawl in the Family")
- 2003 – The Core
- 2003 – Wondrous Oblivion
- 2005 – Lackawanna Blues
- 2005 – Sahara
- 2005 – Domino
- 2006–2007 – Kidnapped (TV-serie) (13 avsnitt)
- 2007 – This Christmas
- 2009 – Upp (röst)
- 2009 – Dogges specialuppdrag (röst)
- 2011 – The Diamond Job
- 2011 – The Chicago Code (TV-serie) (13 avsnitt)
- 2014 – Believe (TV-serie) (13 avsnitt)
- 2017 – The Good Fight (TV-serie) (39 avsnitt)
- 2020 – Da 5 Bloods
- 2025 – Sinners
- 2027 – Godzilla x Kong: Supernova